# Musée national du tapis (Bakou)
Pour les articles homonymes, voir Musée national du tapis.
Le musée national du tapis (en azéri : Azərbaycan dövlət xalçaçılıq və xalq tətbiqi sənəti muzeyi) est un musée situé au centre de Bakou, en face du boulevard maritime. Fondé en 1967, il porte le nom de Latif Kerimov. Il s'agit du premier musée du tapis au monde.

## Histoire
Le musée a été fondé en 1967. Son inauguration officielle s’est tenue en 1972. De 1967 à 1993, le musée s'appelle le musée d'État du tapis et des arts populaires appliqués. Les premiers temps, il était situé dans la vieille ville, dans le bâtiment de la mosquée Djuma.
Au début des années 1990, le musée a déménagé dans l'immeuble du Centre des musées, sur l’avenue Neftchilar. De 1993 à 2014, le musée s'appelle le musée d'État du tapis et des arts appliqués.
La loi de 2004 sur la préservation et le développement du tapis azerbaïdjanais confère un rôle central au musée dans cette nouvelle mission de préservation du patrimoine culturel. La cérémonie de pose de la première pierre du nouveau musée du tapis a eu lieu le 17 mai 2008, à laquelle ont participé le Président d’Azerbaïdjan Ilham Aliyev et le directeur général de l’UNESCO, Kōichirō Matsuura. Le nouveau bâtiment du musée a été construit en forme du tapis roulé. En 2010, l'art du tissage du tapis azéri est inscrit au patrimoine culturel immatériel de l'humanité. Depuis 2014, le musée s'appelle le musée national du tapis.

## Description
Le tissage de tapis est un des anciens types d’arts décoratif et appliqué d'Azerbaïdjan. Les données des recherches archéologiques, menées sur le territoire de l’Azerbaïdjan témoignent, que l’art de tissage de tapis a été engendré en Azerbaïdjan encore dans l’Antiquité.
Plus de 4 600 tapis sont exposés dans le musée.
Le musée national du tapis conserve de précieux objets historiques et les œuvres d’art de Gouba, Gabala, Chirvan, Gazakh, Tabriz, Erivan, Gandja, Shaki et d’autres ville et régions. Ces objets couvrent l’histoire de l'Azerbaïdjan de plusieurs siècles. Ce sont des monuments archéologiques, remontant à l’époque de bronze (objets noirs de bronze et de céramique), poterie de faïence du XIIe siècle, broderie d'art et habit traditionnel du XIXe siècle. Il y a des articles métalliques, de bois, de verre, ainsi que la bijouterie. Mais, l’exposition principale du musée est constituée des tapis et des articles de tapis avec des sujets, liés à l’artisanat populaire. Ce sont des tapis à poils (khaltcha, khali, guebe), des tapis sans poils (palas, kilim, tchetchim, sumakh, chedde, varni, zili). On[style à revoir] faisait des objets divers de tapis : khurdjun, tchul (espèces de sac) et d’autres. Au total, le musée comprend près d’un million de petits et grands objets de tapis. Le tapis « Khili –buta » à ornement national, représentant un motif en forme de goutte, a été tissé à Karabakh au Xe siècle.
Une section "L'héritage d'Azerbaïdjan au musée du Louvre" permet un échange de pièces avec l'institution française.